# 伊吉古麻呂
伊吉 古麻呂（いき の こまろ）は、奈良時代の貴族。氏は雪・伊伎とも記される。姓は連。伊吉綱田（阿弥田）の子とする系図がある。官位は従五位上・下野守。

## 経歴
従八位下の位階にあった慶雲4年（707年）5月に隔絶の地への使者として赴いたことを理由に、巨勢邑治・賀茂吉備麻呂らと共に、文武天皇からあしぎぬ・綿・麻布・鍬および籾を賜与された。なお、巨勢邑治は大宝2年（702年）の第八次遣唐使にて副使として渡海し、この年の3月に唐より帰国していることから、古麻呂もこの遣唐使に同行したものと考えられる。
元明朝の和銅6年（713年）従五位下に叙爵する。聖武朝の天平元年（729年）長屋王の変後に行われた叙位にて従五位上に、天平4年（732年）下野守に叙任された。また、時期は不明ながら上総守も務めた。
『懐風藻』に「五八の年を賀く宴」の題の漢詩作品（五言詩）が採録されている。

## 官歴
『続日本紀』による。
- 時期不詳：従八位下
- 慶雲4年（707年）5月15日：給綿麻布鍬并穀
- 時期不詳：正六位上
- 和銅6年（713年） 正月23日：従五位下
- 天平元年（729年） 3月4日：従五位上
- 天平4年（732年） 10月17日：下野守
- 時期不詳：上総守[3]

## 系譜
「松尾社家系図」（『続群書類従』巻第181所収）による。
- 父：伊吉綱田（阿弥田）
- 母：不詳
- 妻：不詳
  - 男子：伊吉宅麻呂（?-736）

また同系図では古麻呂から見て、壱伎韓国を伯父、伊吉博徳を大叔父とする。